# Subsidebottomina
Subsidebottomina es un género de foraminífero bentónico de la subfamilia Cassidulininae, de la familia Cassidulinidae, de la superfamilia Cassidulinoidea, del suborden Buliminina y del orden Buliminida. Su especie tipo es Subsidebottomina parviformis. Su rango cronoestratigráfico abarca el Holoceno.

## Discusión
Clasificaciones previas incluían Subsidebottomina en el suborden Rotaliina del orden Rotaliida.

## Clasificación
Subsidebottomina incluye a las siguientes especies:
- Subsidebottomina parviformis